# ワジド
座標: 北緯3度48分28秒 東経43度14分56秒 / 北緯3.80778度 東経43.24889度
ワジド（Wajid, Waajid, Wajiid）はソマリアのバコール州にある町。首都モガディシュから北西302キロメートルの位置にある。バコール州の中心都市フドゥールからは南西に78キロメートル、エチオピア国境からは南東に69キロメートルの位置にある。
2004年の推定人口は36,995人。ワジドは砂漠気候あるいは半砂漠気候の土地であるが、年を通じて水が流れるジュバ川とシェベレ川に囲まれた地区にあり、農業もおこなわれている。住民の多くは家畜の飼育などを行う遊牧民か、あるいはモロコシなどを栽培する農民である。
ソマリアでは20年以上内戦が続いており、特に戦闘地域が南部中心になってからはたびたびその影響を受けるようになった。2006年7月、ワジドは一時的にソマリア暫定連邦政府に助力するエチオピア軍に占領されている。2008年8月にはイスラーム勢力アル・シャバブと地元勢力との間で戦闘が起き、以後は激しい戦闘を繰り返しつつもアル・シャバブの支配が続いている。国連組織も一部ワジドで活動をしているが、アル・シャバブはこれにも批判的であり、2009年7月には国際連合世界食糧計画（WFP）を除いた国連組織から物資没収を行っている。
また、2006年以降は旱魃による食糧危機 (en) が続いており、戦闘のために人道援助もままならない状態である。2007年1月にはWFPによる食糧援助が再開されているが、2008年8月にはソマリアでも最も栄養失調率が高い地域の一つと報告されている。